# بوغيدو
بلدية بوجيدو (بالإسبانية: Bugedo)‏، هي إحدى بلديات مقاطعة برغش، والتي تقع في منطقة قشتالة وليون، والتي تقع في شمال غرب إسبانيا.
يبلغ عدد سكانها 125 نسمة وفقًا لإحصائية سنة (2002).